# Lista siturilor arheologice din județul Argeș - T
Lista siturilor arheologice din județul Argeș - T conține toate siturile arheologice din județul Argeș înscrise în Repertoriul Arheologic Național (RAN) și aflate în localități al căror nume începe cu litera T. RAN este administrat de Ministerul Culturii și Patrimoniului Național și cuprinde date științifice, cartografice, topografice, imagini și planuri, precum și orice alte informații privitoare la zonele cu potențial arheologic, studiate sau nu, încă existente sau dispărute.
Puteți căuta un sit din localitățile care încep cu litera T folosind formularul de mai jos sau puteți naviga prin toate siturile din județ la Lista siturilor arheologice din județul Argeș.
| Cod RAN                                   | Denumire | Localitate                    | Adresă           | Datare                             | Descoperit | Coordonate                                    | Imagine           | Erori            |
| ----------------------------------------- | --- | ----------------------------- | ---------------- | ---------------------------------- | ---------- | --------------------------------------------- | ----------------- | ---------------- |
| 19221.01.01 (Cod LMI: AG-I-s-B-13382)     | Tell-ul Gumelnița de la Teiu- Siliște - Măgura / ansamblu Așezare tip tell cu val și șanț (Categorie: locuire civilă) (Tip: Tell)                                 | sat Teiu, comuna Teiu         | Siliște - Măgura | Gumelnița                          |            |                                               | Încărcați imagine | Raportați eroare |
| 19258.01.01 (Cod LMI: AG-I-s-A-13383)     | Necropola hallstattiană târzie de la Tigveni - "Bălteni" / ansamblu Necropolă tumulară de incinerație (Categorie: descoperire funerară) (Tip: Necropolă tumulară) | sat Tigveni, comuna Tigveni   |                  |                                    |            | 44°44′25″N 25°08′14″E / 44.74028°N 25.13722°E | Încărcați imagine | Raportați eroare |
| 14236.01.01 (Cod LMI: AG-II-a-A-13821)    | Ansamblul mănăstirii medievale de la Tutana / ansamblu Biserica Tutana 1 (Categorie: structură de cult/religioasă) (Tip: Biserică)                                | sat Tutana, comuna Băiculești |                  | sf. sec. XIV - înc. sec. XV        |            |                                               | Încărcați imagine | Raportați eroare |
| 14236.01.02 (Cod LMI: AG-II-m-A-13821.01) | Ansamblul mănăstirii medievale de la Tutana / ansamblu Biserica "Sf. Atanasie" - Tutana 2 (Categorie: structură de cult/religioasă) (Tip: Biserică)               | sat Tutana, comuna Băiculești |                  | sf. sec. XV, ref. 1582, 1778, 1837 |            |                                               | Încărcați imagine | Raportați eroare |
| 14236.01.03 (Cod LMI: AG-II-m-A-13821.02) | Ansamblul mănăstirii medievale de la Tutana / ansamblu anonim (Categorie: structură de cult/religioasă) (Tip: Turn clopotniță)                                    | sat Tutana, comuna Băiculești |                  | 1582-1588                          |            |                                               | Încărcați imagine | Raportați eroare |
| 14236.01.04 (Cod LMI: AG-II-m-A-13821.03) | Ansamblul mănăstirii medievale de la Tutana / ansamblu anonim (Categorie: structură de cult/religioasă) (Tip: ruine chilii)                                       | sat Tutana, comuna Băiculești |                  | sec, XVI-XVIII                     |            |                                               | Încărcați imagine | Raportați eroare |
| 14236.01.05 (Cod LMI: AG-II-m-A-13821.04) | Ansamblul mănăstirii medievale de la Tutana / ansamblu anonim (Categorie: structură de cult/religioasă) (Tip: Zid de incintă)                                     | sat Tutana, comuna Băiculești |                  | sec. XVI                           |            |                                               | Încărcați imagine | Raportați eroare |
| 14236.01.06 (Cod LMI: AG-II-a-A-13821)    | Ansamblul mănăstirii medievale de la Tutana / ansamblu anonim (Categorie: structură de cult/religioasă) (Tip: necropola)                                          | sat Tutana, comuna Băiculești |                  | sec. XV-XVI                        |            |                                               | Încărcați imagine | Raportați eroare |
| 13766.03 (Cod LMI: AG-IV-m-A-14013)       | Cruce de piatră la Curtea de Argeș (Categorie: structură de cult/religioasă) (Tip: cruce)                                                                         | oraș Topoloveni               |                  | 1662                               |            |                                               | Încărcați imagine | Raportați eroare |
| 13766.04 (Cod LMI: AG-IV-m-A-14014)       | Cruce de piatră la Curtea de Argeș (Categorie: structură de cult/religioasă) (Tip: cruce)                                                                         | oraș Topoloveni               |                  | 1712                               |            |                                               | Încărcați imagine | Raportați eroare |
| 13766.05 (Cod LMI: AG-IV-m-A-14015)       | Cruce de piatră " La troița" de la Topoloveni (Categorie: structură de cult/religioasă) (Tip: cruce)                                                              | oraș Topoloveni               |                  | 1647                               |            |                                               | Încărcați imagine | Raportați eroare |